# Левін Блум
Левін Блум (фр. Lewin Blum, нар. 27 липня 2001, Ротріст, Швейцарія) — швейцарський футболіст, фланговий захисник клубу «Янг Бойз».

## Ігрова кар'єра

### Клубна
Левін Булм приєднався до клубної академії «Янг Бойз» у 2012 році й пройшов через молодіжні клубні команди. В червні 2021 року футболіст підписав з клубом перший професійний контракт і відразу відбув в оренду на весь сезон 2021/22 до клубу Другог дивізіону «Івердон-Спорт».
В січні 2022 року «Янг Бойз» достроково повернув футболіста з оренди і 29 січня того року у матчі чемпіонату Швейцарії проти «Лугано» Блум дебютував в складі «Янг Бойз». Разом з клубом Блум ставав чемпіоном Швейцарії та вигравав національний Кубок.

### Збірна
З 2022 року Левін Блум виступає в складі молодіжної збірної Швейцарії.

## Титули
Янг Бойз
 Чемпіон Швейцарії (2): 2022/23, 2023/24
 Переможець Кубка Швейцарії: 2022/23